# Amstel Gold Race 2002
La 37ª edición de la Amstel Gold Race se disputó el domingo 28 de abril de 2002 en la provincia de Limburg (Países Bajos). La carrera constó de una longitud total de 254,4 km, con inicio y final en Maastricht.
El vencedor fue el italiano Michele Bartoli, quien batió al sprint a sus tres compañeros de escapada. El español Óscar Freire ganó el sprint del pelotón, obteniendo un 5º puesto que no logró superar hasta 2012, cuando obtuvo el 4º lugar en la que sería a la postre la mejor clasificación en una clásica en la que obtuvo buenos resultados a pesar de no adaptarse a sus características.

## Clasificación final
| Pos. | Ciclista          | Equipo           | Tiempo     |
| ---- | ----------------- | ---------------- | ---------- |
| 1    | Michele Bartoli   | Fassa Bortolo    | 6h 49' 17" |
| 2    | Sergei Ivanov     | Fassa Bortolo    | m. t.      |
| 3    | Michael Boogerd   | Rabobank         | m. t.      |
| 4    | Lance Armstrong   | US Postal        | m. t.      |
| 5    | Óscar Freire      | Mapei-Quick Step | + 52"      |
| 6    | Peter Van Petegem | Lotto-Adecco     | m. t.      |
| 7    | Jo Planckaert     | Cofidis          | m. t.      |
| 8    | Paolo Bettini     | Mapei-Quick Step | m. t.      |
| 9    | Erik Zabel        | Team Telekom     | m. t.      |
| 10   | Nico Mattan       | Cofidis          | m. t.      |